# 马尔科·马灿
马尔科·马灿（1993年4月26日—），克罗地亚男子水球运动员。他曾代表克罗地亚参加2016年和2020年夏季奥林匹克运动会水球比赛，其中2016年奥运会获得一枚银牌。